# Finding Paradise
Finding Paradise (auf Deutsch etwa: Das Paradies finden) ist ein Adventurespiel, das von Freebird Games entwickelt und veröffentlicht wurde. Es ist die Fortsetzung zu To the Moon und A Bird Story und setzt die Geschichte mit den Doktoren Eva Rosalene und Neil Watts fort. Das Spiel wurde vom kanadischen Independent-Designer Kan Gao mit der Entwicklungsumgebung RPG Maker XP entwickelt, geschrieben und komponiert. Die Entwicklung des Spiels begann 2015 und es wurde am 14. Dezember 2017 für Microsoft Windows, MacOS und Linux veröffentlicht. Das ursprünglich englische Spiel wurde in mehrere Sprachen übersetzt, darunter auch ins Deutsche.

## Handlung
Die Mitarbeiter der Sigmund Corp., Dr. Eva Rosalene und Dr. Neil Watts, sind erneut damit beauftragt, den Lebenstraum eines sterbenden Mannes zu erfüllen. Dieses Mal handelt es sich um Colin Reeds. Die Doktoren steigen in eine interaktive Zusammenstellung seiner Erinnerungen ein und arbeiten sich über Erinnerungsstücke rückwärts durch sein Leben, um einen scheinbar paradoxen Wunsch zu erfüllen: etwas zu verändern, aber gleichzeitig nichts zu verändern.
Während Dr. Rosalene und Dr. Watts seine Erinnerungen durchqueren, stellen sie fest, dass sie, obwohl sie zunächst normal in der Zeit rückwärts reisten, bald anfangen, zwischen seinen jungen Jahren und dem Greisenalter hin und her zu hüpfen. Dr. Rosalene vermutet, dass diese Sprünge zwischen den Erinnerungen einem Spiral-Muster einer Umlaufbahn entsprechen und dass sich ein „Gravitationszentrum“ dieser Spirale in der Mitte seines Lebens befindet.
In Colins späteren Jahren erfahren die Doktoren von seinem relativ glücklichen Leben mit seiner Frau Sofia und seinem Sohn Asher. Colin war Pilot geworden, entwickelte ein Gefallen am Cellospielen und hatte sogar einen Traumurlaub auf Bora Bora. Trotzdem verrät Colin, dass er das Gefühl hat, kein erfülltes Leben geführt zu haben, und ist unglücklich genug, um Sigmund Corp. zu beauftragen, ihm eine zweite Chance zu geben. Dies führt zu Reibungen innerhalb der Familie, da Asher und vor allem Sofia sich beleidigt fühlen, dass Colin seine Erinnerungen mit ihnen aufgeben würde, um neue zu bekommen. In Wirklichkeit hatte Colin darum gebeten, dass Sigmund Corp. so wenig wie möglich an den Erinnerungen seiner Familie ändert.
In seinen jüngsten Tagen erfahren die Doktoren, dass Colins Eltern zwar oft nicht zu Hause waren, er aber bald Faye kennenlernt, ein Mädchen, das in der Wohnung gegenüber wohnte, und mit der er über den Balkon spricht. Da Colin meist ruhig und zurückhaltend ist, sprach er selten mit jemand anderem als Faye, aber sie scheinen sich im Laufe der Zeit sehr gut zu verstehen, und sie überzeugt ihn schließlich, Pilot zu werden. Als Colin beginnt, Sofia, eine Klavierspielerin in Colins Gemeindeorchester, besser kennenzulernen, beginnt er, sich von Faye zu distanzieren. Als Rosalene und Watts diese Erinnerung bezeugen, sind sie davon überzeugt, dass Colin es bedauert, Sofia über Faye gestellt zu haben, aber seine Treue zu seiner Familie ihn daran hindert, diesen Wunsch zu äußern. Sie überlegen, wie sie mit der Situation umgehen sollen und Watts schlägt vor, dass der einzige Weg, Colins Bedingungen zu respektieren, darin besteht, Faye aus seinen Erinnerungen zu löschen.
In Wirklichkeit ist Faye eigentlich eine imaginäre Freundin, über die Colin in seinem Buch geschrieben hat, um mit seiner Einsamkeit fertig zu werden, und die sich als echtes Mädchen in den Erinnerungen manifestiert hat. Faye belauscht die Doktoren, die darüber reden, sie auszulöschen, und in dem Glauben, dass dies Colin mehr schaden würde, nutzt sie eine kurze Pause, um Rosalene von Watts zu trennen. Sie übernimmt die digitale Umgebung und sperrt Watts aus den Erinnerungen, sodass er sie in der Maschine mithilfe von Rosalene in der realen Welt bekämpfen muss, um die Kontrolle wiederzuerlangen. Als die Anomalie vorübergehend gestoppt ist, können sie auf die letzte Erinnerung zugreifen, in der Colin Faye loslässt und aufhört, über sie in seinem Buch zu schreiben.
Als Folge des mentalen Kampfes und der Drogen, die Faye schwächen, verschlechtert sich Colins Zustand in der realen Welt rapide, und den Doktoren läuft die Zeit davon. Schließlich erkennt Watts, dass das, was Colin daran hindert, keine erfüllende Existenz zu haben, das Wissen um eine Maschine ist, die mehr erfüllende Erinnerungen schaffen könnte. Watts überzeugt dann Rosalene, dass sie Faye die volle Kontrolle geben sollten, und sie geben den Wunsch an sie weiter, da es für die Doktoren zu gefährlich ist, weiter in Colins Verstand zu bleiben. Gegen Ende seines Lebens schaut Colin wie damals als Kind über den Balkon, wo sich Faye nun zum letzten Mal zeigt, um Abschied zu nehmen. Später, kurz vor Colins Beerdigung, ruft Rosalene Watts an und fragt sich, warum er nicht da ist, und es wird enthüllt, dass er an einem geheimen Projekt mit zwei anderen Mitarbeitern der Sigmund Corp. arbeitet.

## Entwicklungsgeschichte
Finding Paradise wurde von Freebird Games für Microsoft Windows, macOS und Linux vom unabhängigen kanadischen Spieleentwickler Kan Gao entwickelt und veröffentlicht. Erstellt mit dem RPG Maker XP, begann die Entwicklung im Jahr 2015, ein Jahr nachdem A Bird Story veröffentlicht wurde. Ursprünglich für Mitte 2017 geplant, wurde das Spiel aufgrund von Problemen in Gaos Privatleben verschoben. Das Spiel wurde am 14. Dezember 2017 veröffentlicht und stellt die zweite Episode der Spielreihe dar. Gao arbeitet bereits an der dritten Episode, sagte aber, dass zuvor noch eine weitere Mini-Episode folgen könnte.

### Soundtrack
Der Soundtrack zu Finding Paradise wurde von Kritikern hochgelobt. Er wurde von Kan Gao komponiert und gespielt. Der Soundtrack wurde am 19. Dezember 2017 über Bandcamp veröffentlicht und enthält zwei eigene Theme-Songs; „Wish My Life Away“ von Laura Shigihara und „Every Single Memory“ von RIOTxRYKER. Der Soundtrack umfasst 58 Tracks und hat eine Gesamtlänge von 1:43:37 Stunden.
1. Finding Paradise - Trailer Theme [02:00]
2. Finding Paradise - Title Theme (Short Version) [01:43]
3. A Different Kind of Work [02:05]
4. Serenity (from SigCorp Minisodes) [03:19]
5. Neil's Machine (Vibraphone Vers.) [01:03]
6. Bestest Detectives (Outdoor) [01:47]
7. Bestest Detectives (Indoor) [01:48]
8. A Different Kind of Work (Celesta) [01:45]
9. Neil's Machine [00:36]
10. Veil of Perception [02:00]
11. Having Lived (Finding Paradise Vers.) [01:25]
12. Where Are You [01:49]
13. Paper Plane (from A Bird Story) [02:54]
14. Time is a Place (Celesta Vers.) [01:55]
15. Where Are You (Duet Vers.) [01:59]
16. Home (from A Bird Story) [01:24]
17. Across the Balcony (Celesta Vers.) [01:53]
18. Time is a Place (Guitar Vers.) [01:56]
19. Across the Balcony [01:52]
20. Such Inspire Much Motivate [00:42]
21. The Right Amount of Dumb [01:39]
22. Time is a Place (Piano Vers.) [01:55]
23. Kinda Like an Indie French Film [01:24]
24. The Scale Theme (Piano & Cello Vers.) [02:06]
25. Winds from Our Younger Days [01:56]
26. The Scale Theme (Guitar & Cello Vers.) [00:36]
27. Paradise (Guitar Vers.) [02:39]
28. The Scale Theme [01:49]
29. Hospital Rush [01:12]
30. A Moment to Sink In [00:40]
31. Time is a Place [02:05]
32. From the Balcony (Finding Paradise Vers.) [02:49]
33. The Right Amount of Dumb Vers. 2 [01:38]
34. Think Quietly [01:51]
35. Time is a Place (Rehearsal Vers.) [01:49]
36. Floating By (from A Bird Story) [02:07]
37. Paradise (Tropical Vers.) [00:48]
38. Days Go By [01:51]
39. What You're Up To [01:31]
40. The Mirror Lied (from The Mirror Lied) [01:10]
41. Single-Thread Firewall [02:08]
42. Something Amiss [01:16]
43. HNNNNNNGH [00:18]
44. Power Overwhelming [01:31]
45. On the Run [01:38]
46. Final Confrontation [01:36]
47. Breeze (from Quintessence - TBV) [01:44]
48. The Scale Theme (Cello & Guitar Vers. 2) [00:39]
49. Faye's Theme [03:49]
50. Time is a Place (Void Vers.) [Unused] [02:21]
51. In the Way [00:27]
52. The Fiction We Tell Ourselves [04:29]
53. Bestest Detectives (Reprise) [00:30]
54. Wish My Life Away (by Laura Shigihara) [04:18]
55. Faye's Theme (Piano Vers.) [02:00]
56. Going Home [00:32]
57. Ending Theme [01:59]
58. Every Single Memory [04:55]

## Rezeption
Finding Paradise erhielt überwiegend positive Bewertungen. Die Rezensionsdatenbank Metacritic aggregiert 18 Rezensionen zu einem Mittelwert von 81. Elena Schulz von GameStar schrieb über das Spiel: „Finding Paradise erzählt seine ganz eigene, tiefsinnige Geschichte, die alltäglich, aber keineswegs trivial ist.“ Paula Sprödefeld von PC Games vergab eine Wertung von 88 % und schrieb: „Ich empfehle Finding Paradise (und den Vorgänger To The Moon und das Bindeglied A Bird Story) jedem Geschichten-Liebhaber, der wert auf gut geschriebene Charaktere und eine packende Story setzt und kein Problem damit hat, relativ wenig Gameplay vorzufinden.“